# Johnny Rutherford

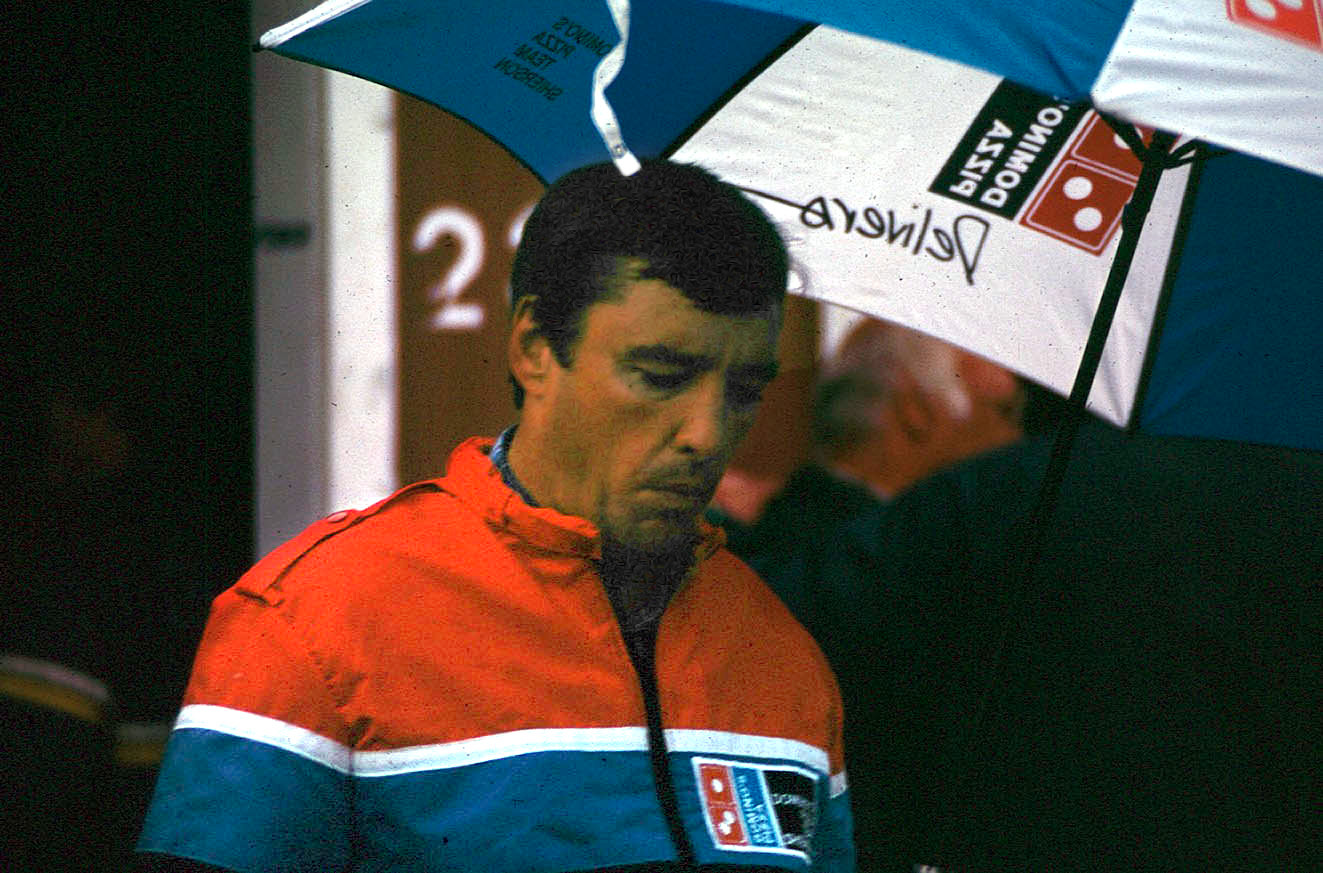
Johnny Rutherford 2009

John „Johnny“ Sherman Rutherford (* 12. März 1938 in Coffeyville) ist ein ehemaliger US-amerikanischer Autorennfahrer.

## Leben
Johnny Rutherford gewann in seiner Karriere dreimal das 500-Meilen-Rennen von Indianapolis. 1974 siegte er in einem McLaren M16 knapp vor Bobby Unser in einem Eagle 74. Zwei Jahre später pilotierte er erneut einen McLaren M16 zum Sieg. Seinen dritten Sieg feierte er 1980 am Steuer eines Chaparral 2K. 1980 gewann der US-Amerikaner auch die CART-Meisterschaft, die Nachfolgeserie der USAC-Meisterschaft.
Rutherford war von 1963 bis 1988 bei 35 NASCAR-Rennen am Start. Gleich sein erstes Rennen 1963 konnte er gewinnen, es blieb jedoch auch sein einziger Sieg. Kurz vor dem 500-Meilen-Rennen von Indianapolis 1994, für das er sich nicht qualifizieren konnte, trat Rutherford vom aktiven Rennsport zurück.
Nach seiner Rennkarriere arbeitete er als Rennfunktionär und ist derzeit in einer leitenden Funktion in der Indy Racing League tätig. Außerdem fährt er bei allen Rennen, außer dem Indy 500, das Safety Car.

## Statistik

### Sebring-Ergebnisse
| Jahr | Team            | Fahrzeug    | Teamkollege            | Teamkollege  | Platzierung | Ausfallgrund |
| ---- | --------------- | ----------- | ---------------------- | ------------ | ----------- | ------------ |
| 1980 | Ludwig Heimrath | Porsche 935 | Ludwig Heimrath senior | Carlos Moran | Rang 8      |              |